# Avro Andover
El Avro Andover fue un transporte militar británico de los años 20 del siglo xx, construido por Avro para la Real Fuerza Aérea. Se construyeron cuatro aviones, en dos versiones. Tres aviones, denominados Type 561, fueron utilizados como ambulancias aéreas. El único ejemplar del Type 563 fue usado como transporte de 12 asientos.

## Diseño y desarrollo
A comienzos de los años 20, la Real Fuerza Aérea requirió un sucesor del anticuado Airco DH.10 Amiens para la "Desert Air Route" (Ruta Aérea del Desierto) de El Cairo a Bagdad. En respuesta, Avro diseñó y construyó el Avro Andover, un biplano monomotor diseñado para servir como avión de pasajeros y también como ambulancia aérea.
El fuselaje era una estructura de tubos de acero con revestimiento de tela y contrachapado. Aunque el fuselaje era un diseño completamente nuevo, las alas, el tren de aterrizaje y la unidad de cola se tomaron del bombardero Avro Aldershot. El piloto y el navegante se sentaban en una cabina abierta situada directamente bajo el borde de ataque del ala superior; existiendo un pasadizo desde la cabina de vuelo hasta la de pasajeros. El avión admitía doce pasajeros (seis a cada lado del pasillo central) o seis camillas.
Las características más obvias del Andover eran los dos depósitos de combustible situados sobre las alas superiores, y los tubos de escape dobles del motor Rolls-Royce Condor III.

## Historia operacional
El primer vuelo del Andover fue el 28 de junio de 1924. Como la "Ruta Aérea del Desierto" fue transferida a Imperial Airways, no hubo encargos por parte de la RAF, así que Avro fabricó sólo tres Type 561, que fueron transferidos a RAF Halton, ubicación del Hospital Princesa María de la RAF. A pesar de la falta de éxito comercial, Avro desarrolló un único Type 563, que poseía un baño adicional y un compartimiento para equipaje.
Tras realizar vuelos de pruebas en marzo de 1925 en Hamble y Gosport, este avión de pasajeros fue enviado a Imperial Airways y realizó vuelos de pruebas de cruce del canal en el verano del mismo año. Este fue el primer avión de Avro usado en servicio comercial. Imperial Airways devolvió el avión a la RAF en enero de 1927.

## Variantes
Type 561
Avión de transporte biplano, tres construidos.
Type 563
Variante comercial, uno construido.

## Operadores
Reino Unido
- Real Fuerza Aérea
- Imperial Airways

## Especificaciones (Type 561)
Referencia datos: Avro Aircraft since 1908

### Características generales
- Tripulación: Dos (piloto y navegante)
- Capacidad: 12 pasajeros o 6 camillas
- Longitud: 15,6 m (51,2 ft)
- Envergadura: 21 m (68,9 ft)
- Altura: 4,7 m (15,3 ft)
- Superficie alar: 98,7 m² (1062,4 ft²)
- Peso vacío: 3166 kg (6977,9 lb)
- Peso cargado: 5216 kg (11 496,1 lb)
- Planta motriz: 1× motor lineal V12 refrigerado por líquido Rolls-Royce Condor III.
  - Potencia: 518 kW (714 HP; 704 CV)
- Hélices: Bipala de paso fijo

### Rendimiento
- Velocidad máxima operativa (Vno): 180 km/h (112 MPH; 97 kt)
- Alcance: 740 km (400 nmi; 460 mi)
- Techo de vuelo: 4100 m (13 451 ft)

## Aeronaves relacionadas

### Desarrollos relacionados
- Avro Aldershot

### Secuencias de designación
- Secuencia Numérica (interna de Avro): ← 557 - 558 - 560 - 561 - 562 - 563 - 566 - 567 - 571 →